# Uffenheim
Uffenheim est une ville bavaroise de Moyenne-Franconie de l'arrondissement de Neustadt an der Aisch-Bad Windsheim en Allemagne.

## Géographie
Uffenheim est située à 14 km à l'ouest de Bad Windsheim et à 36 km au sud-est de Wurtzbourg.

## Histoire
Les premières traces de fondation d'Uffenheim datent de 1103. Charles IV octroie aux seigneurs de Hohenlohe le privilège de ville à Uffenheim en 1349. Elle est achetée plus tard par les burgraves de Nuremberg, puis elle entre dans les domaines des margraves d'Ansbach et embrasse le luthéranisme.
Unffenheim entre dans le royaume de Bavière en 1806.

## Jumelages
- Egletons, Corrèze, France
- Pratovecchio, Toscane, Italie
- Kolbudy, Poméranie, Pologne